# Roques de García
Los Roques de García jsou velkou skupinou bizarních skalních sopečných útvarů, resp. malé pohoří, nacházející se u hory La Catedral v kaldeře pod vulkánem Pico de Viejo v Národním parku Teide. Geograficky leží na území obce La Orotava v comarce Valle de Orotava v provincii Santa Cruz de Tenerife na ostrově Tenerife na Kanárských ostrovech ve Španělsku. Patří mezi nejvíce navštěvované oblasti Národního parku Teide.

## Historie a popis
Roques de García se nacházejí ve vyvýšené poloze a společně s La Catedral dominují údolí/planině Llano de Ucanca. Jsou složené z několika nahromaděných vrstev různých sopečných materiálů, které před erozí vytvořily výraznou stěnu oddělující dvě kaldery Las Cañadas. Výsledkem dlouhodobé eroze jsou „zvláštní“ tvary skal, z nichž nejpozoruhodnější jsou Roque Cinchado, který je jedním ze symbolů Tenerife, La Cascada a sousední La Catedral. Původně zde pravděpodobně byly dvě obrovské sopky, které explodovaly, a poté došlo ke vzniku dvou kalder a Roques de García a La Catedral jsou jediným pozůstatkem masivní skalní stěny, která kdysi oddělovala zmiňované sopky.

## Další informace
Místo je celoročně volně přístupné. Kolem Roques de Garcia vede okružní turistická trasa 3. Místo je přístupné z parkoviště u vyhlídky Mirador de la Ruleta.

## Galerie

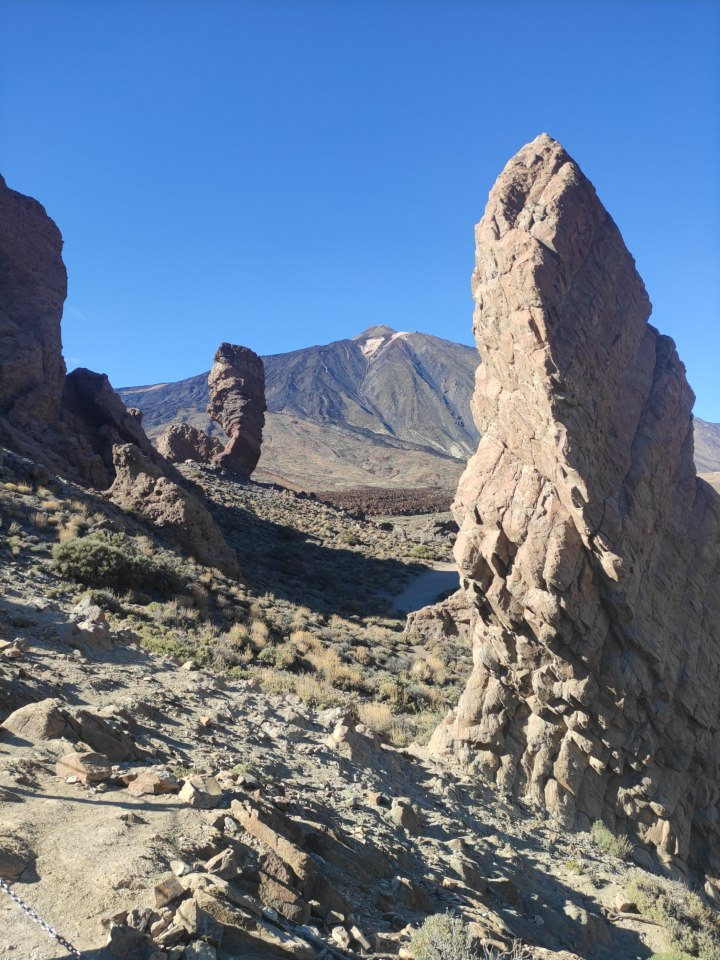
Roque Cinchado, Pico Viejo a Pico del Teide
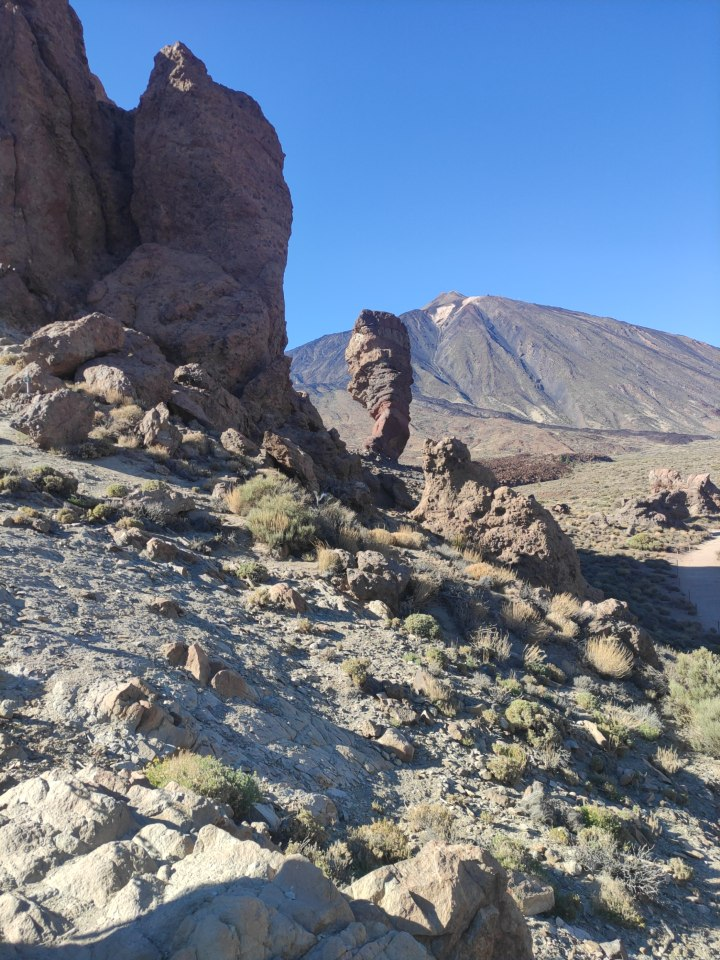
Roque Cinchado a Pico del Teide
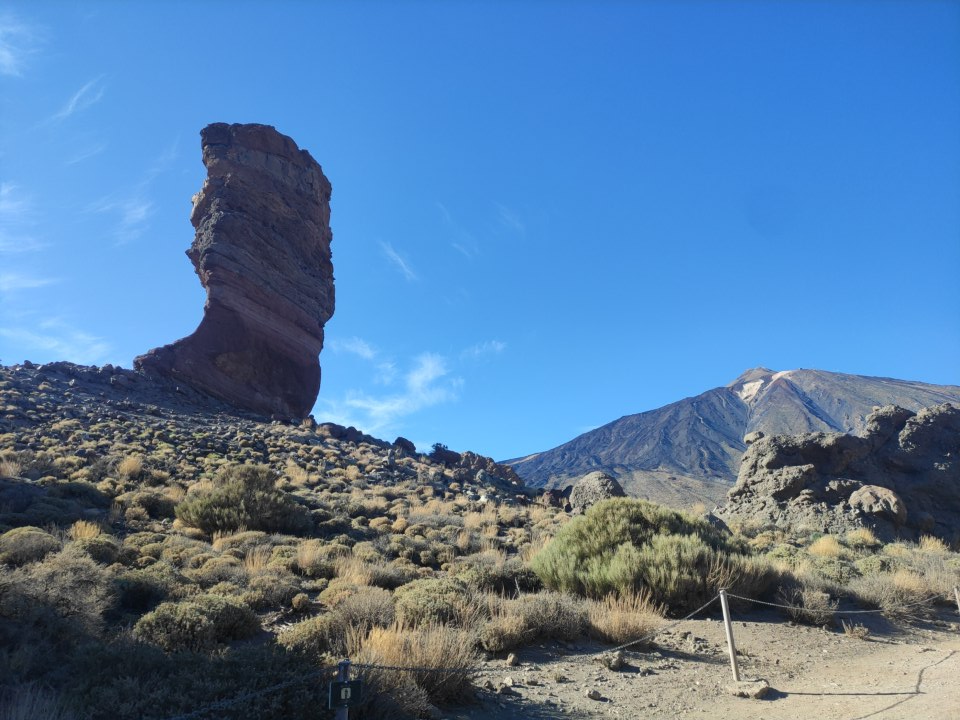
Roque Cinchado, Pico Viejo a Pico del Teide
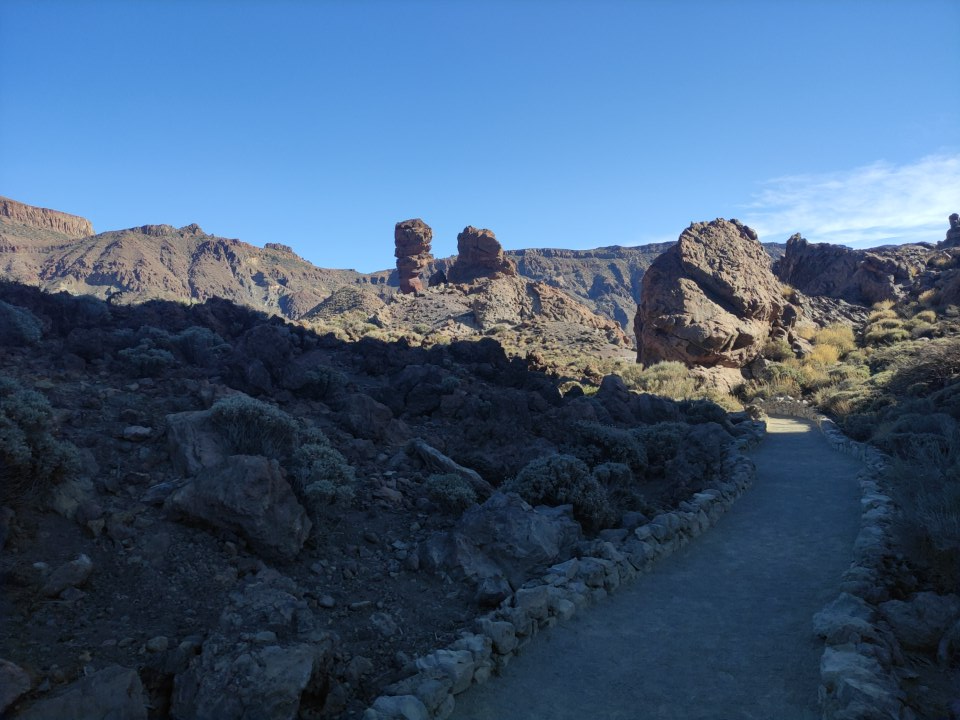
Turistická trasa 3
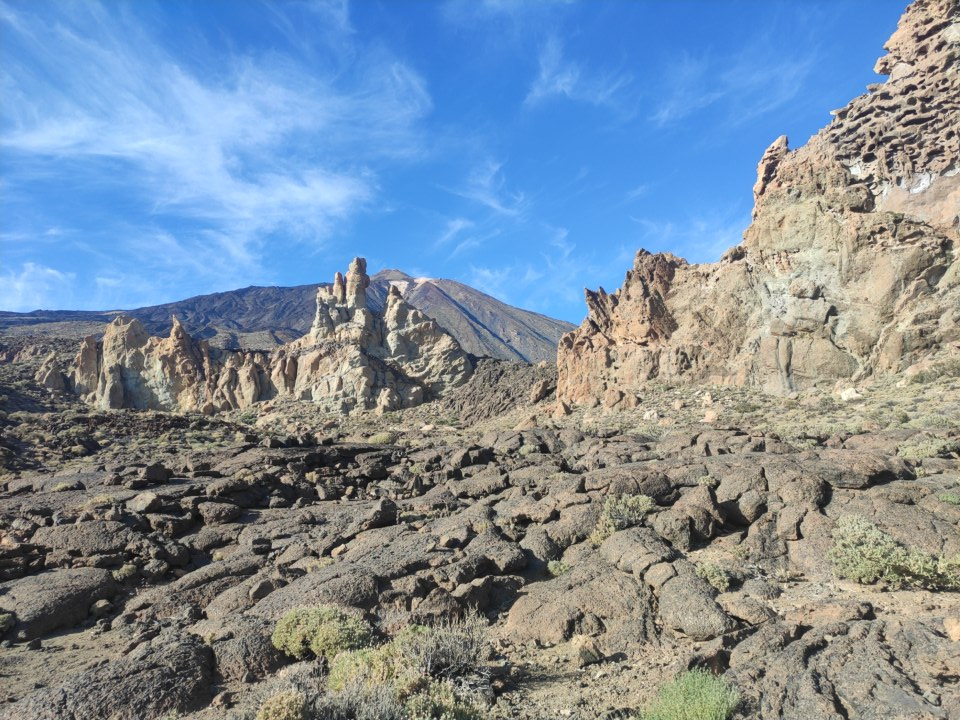
V pozadí je sopka Pico del Teide
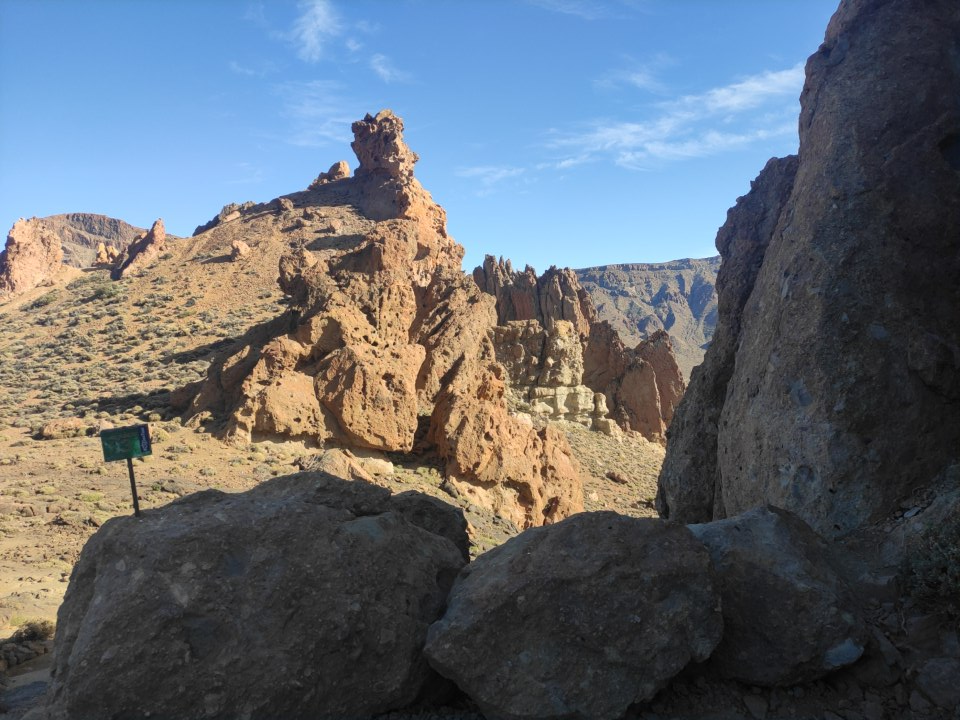
Los Roques de Garcia
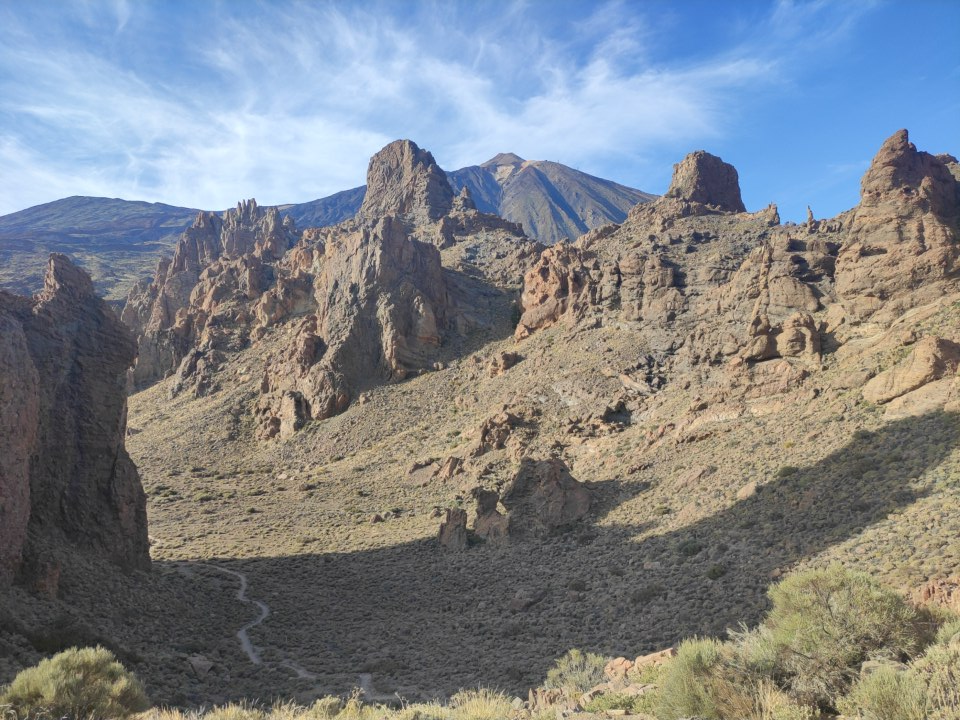
Turistická trasa 3 v údolí